# Антиноя
Антиноя (дав.-гр. Ἀντινόη) — персонажі давньогрецької міфології:
- Антиноя — дочка Кефея, яка перенесла в Аркадію Мантінєю — місто, яке було засноване в іншому місці одним із синів Лікаона. Шлях їй показував змій, на честь якого був названий струмок, що протікав поряд (грец. οφι — «змій»).
- Антиноя — дочка Пелія, сестра Астеропи. Ошукані Медеєю, сестри були присутні при вбивстві та варінні батька, від якого нічого не залишилося для поховання. Вони після цього втекли до Аркадії.